# 幸せの黄色い仔犬
『幸せの黄色い仔犬』（しあわせのきいろいこいぬ）は、2009年4月11日から2013年9月29日まで中京テレビで放送された情報バラエティ番組。全225回。ハイビジョン制作、データ放送実施。

## 概要
リポーターが東海3県各地で繰り広げる情報バラエティ企画を基に、スタジオレギュラー陣が一般家庭のリビング風に仕立てたセットの中でトークをしていた番組である。放送開始から2012年3月までは土曜16時25分枠での放送で、ともに東海エリアの出身者である青木さやか（愛知県尾張旭市出身）と戸田恵子（愛知県名古屋市北区出身）をスタジオレギュラーに起用していた。
番組は毎週放送されるレギュラーコーナーと週ごとに企画内容が変わるコーナー、そしてスタジオレギュラー陣によるトークによって構成されていた。スタジオパートは基本的には生放送だったが、出演者の都合や30分バージョンを放送する場合など編成の都合によっては収録放送、もしくはスタジオパート無しの全編ロケVTRになることもあった。2010年頃からは、かつて中京テレビで放送されていた『ヴィヴィアン』のように、生放送を実施した後に次週放送分の収録も済ませる1本生・1本収録のスタイルを取るようになった。
2009年10月から2010年3月までは、日曜昼にも『幸せの黄色い仔犬・日曜版 仔犬の散歩』（しあわせのきいろいこいぬ・にちようばん こいぬのさんぽ）という15分間の関連ミニ番組を放送していた。これは番組本編で放送された内容をダイジェストにしたもので、放送前日に本編が取り上げていた特集や千原夕のコーナーを中心に放送していた。
2012年4月からは、それまでは同時ネットであった『誰だって波瀾爆笑』を日曜12時33分枠へ移動させ、同番組が放送されていた日曜9時55分枠で放送されるようになった。また、このリニューアルで放送枠が60分から90分へと大幅に拡大し、コーナーロケ担当であった敦士（岐阜県養老郡養老町出身）が司会に加わった。日曜午前枠への移動後は原則毎週生放送となり（従来通りに収録となる場合もあった）、生放送時には中継コーナーも設けていたほか、午前の番組ということで時刻と天気のテロップ表示も常時行うようになった。同年10月からは天気予報のコーナーも設けていた。
番組タイトルが示す通り、この番組は四つ葉のクローバーを手にした黄色い仔犬をイメージキャラクターに据えていた。この黄色い仔犬は番組内のあらゆるところで登場し、さらには番組本編との連動を図って配信される携帯電話向けアプリケーションゲーム（後述）のキャラクターにもなっていた。なお、仔犬の「仔」の字は常用漢字表には含まれていない文字である。

## 放送時間
いずれも日本標準時。中京テレビのみで放送。

### 幸せの黄色い仔犬
- 土曜 16:25 - 17:25 （2009年4月11日 - 2012年3月31日） - 基本時間。回によってはスポーツ中継放送の影響で放送時間を繰り上げたり、30分（一度だけ40分および50分）に短縮したり、15:55 - 17:25の1時間半スペシャルになったりすることもあった。短縮版の場合、17:30までの放送になることが多かった。
- 日曜 9:55 - 11:25 （2012年4月8日 - 2013年9月29日） - 基本時間。同枠への移動後は放送時間が短縮されたことは無い。

### 仔犬の散歩
- 日曜 13:15 - 13:30 （2009年10月4日 - 2010年3月28日）

## 出演者
この番組の出演者たちは「仔犬ファミリー」と呼ばれていた。2010年1月30日放送分で青木が産休に入り、戸田も舞台の仕事のためにしばらく休むことが発表されたため、それまではVTRのみに出演していた仔犬ファミリーのメンバーもそれ以降は代打で出演するようになった。

### スタジオレギュラー
- 青木さやか（愛知県尾張旭市出身） - 基本的にはスタジオパートのみを担当していたが、「今週の特集」に出演することもあった。2010年1月30日放送分で産休を取ることを発表し、翌週2月6日放送分から長らく欠席していたが、同年6月12日放送分で復帰した。
- 戸田恵子（愛知県名古屋市北区出身） - 青木と同様、「今週の特集」に出演することもあった。当初はスケジュールの都合で欠席することが多かったが、2010年からは番組が1本生・1本収録へと移行したこともあって毎週出演していた。
- 田岡咲香（当時中京テレビアナウンサー） - 番組からの告知を主に担当していたが、青木と戸田のいずれかが休んだ際のサブパーソナリティも兼任していた。また、「今週の特集」に出演することもあった。
- はるな愛 - 準レギュラー。
- 磯野貴理子（三重県度会郡南伊勢町出身） - 準レギュラー。
- 敦士（岐阜県養老郡養老町出身） - 司会とコーナーロケ兼任。2011年4月から2012年3月までは「週間青木」を担当。
- 本田恵美（中京テレビアナウンサー、三重県津市出身） - 田岡退社後、2012年3月まで出演。
- 鈴木理香子（中京テレビアナウンサー、愛知県豊橋市出身） - 2012年4月から最終回まで出演。

### 今週の特集
- 柳原可奈子 - 第1回目の特集「ようこそ!!ピカピカの名古屋1年生ツアー!!」に出演して以来、様々な特集を担当していた。その一方で、2010年2月に代打MCを務めるまでスタジオ出演をしたことが無かった。
- 石塚英彦 - 「石塚幸せ観光社」と「石塚グルメ番長」を担当。
- 上原美優 - 「幸せリサイクルもったいない本舗」と「仔犬商店」を担当。
- 篠山輝信 - 「今週の特集」を担当。
- 柳沢慎吾 - 「日曜☆刑事」を担当。
- フレンチブルドッグ - 第6回目の特集「夫婦の愛を再確認♥ タンスの中のラブレター掘りおこし隊」に出演。
- コン・テユ - 第14回目の「石塚幸せ観光社」に石塚の会社の新入社員として初出演し、以来スタジオパートにも不定期出演していた。また、2010年3月20日放送の特別版「1万円で行く1泊2日韓国の旅」ではイモトアヤコとともに出演し、韓国の案内役を務めた。この企画では彼の韓国の自宅も公開していた。
- イモトアヤコ - 「シアワセの黄色い表彰状」と「芸能人のサインが集まるお店」を担当。「シアワセの黄色い表彰状」は当初は中京テレビ開局40周年記念の限定企画だったため、これを担当するイモトは「仔犬ファミリー」ではなかったが、この特集は以後数回にわたって放送されたことから、改めて仔犬ファミリーの一員としてスタジオ出演もするようになった。
- 宮根誠司 - 「宮根誠司の名古屋単身赴任計画」が終了し、新たに始まった「名古屋ご当地ソング計画」を担当。スタジオゲストとしても登場。
- オードリー、どきどきキャンプ - 「コレがベストアンサー!幸せ知恵袋」を担当。この特集では現地に赴き、疑問投稿主とともに取材を敢行していた。
- 高橋ジョージ - 「幸せ家族チャレンジ」を担当。
- 板東英二 - 「板東不動産」を担当。この特集は不動産物件を紹介するのが基本であるが、板東自身の思い出話も入っていた。
- ハマカーン - 「週間青木」を担当。
- 小森純 - 「週間青木」を担当。
- 福田彩乃（愛知県豊田市出身） - 「こごま食堂」を担当。時々スタジオ出演することもあった。

### 千原夕のしょうゆ旅
- 千原夕 - 千原せいじの息子で、このコーナーのメイン出演者。
- 千原せいじ - 夕の付き添いで出演していたが、カメラに映らない回もあった。あくまで付き添いであるため、「仔犬ファミリー」ではなかった。

## 主な放送内容
今週の特集
週替わりで様々な特集企画を放送するコーナー。放送第1回目では、東海3県以外の地方の出身者たちに名古屋の名物や有名スポットを紹介し、その身をもって体験してもらうツアー企画「ようこそ!!ピカピカの名古屋1年生ツアー!!」を放送した。それ以降は、以下の準レギュラー企画を周期的に行いながら単発企画も実施するという形を取っていた。
- ちいさい幸せ見ぃつけたっ!
- 石塚幸せ観光社
- 幸せリサイクルもったいない本舗
- おいしい幸せ上等!!石塚グルメ番長!!
- 柳原可奈子のコレ流行ってんの!?
- 幸せ♥ふるさと自慢
- 芸能人のサインが集まるお店
- 仔犬商店
- こごま食堂
- ココ掘れ!ワンワン調査隊
- 幸せ家族写真館

千原夕のしょうゆ旅
まだ5歳の夕が様々な家庭で料理をご馳走になるべく、醤油が入った一升瓶を番組特製の小さな台車で引きながら東海3県各地を旅する企画。毎週放送されていたレギュラーコーナーで、父親のせいじも夕の付き添いという形で出演していた。2010年4月10日放送分をもって終了。
来週の幸せ曜日
番組のエンディングを兼ねたコーナーで、視聴者が幸せになれる曜日と行動を占った結果やスタジオ観覧希望者募集の告知などをテロップで表示していた。このコーナーでは青木と戸田がスタジオセットに据え付けのウッドデッキへ出て、その日の収録を振り返るトークや次週の放送内容についての簡単な告知などをしていた。
宮根誠司の名古屋単身赴任計画
宮根が名古屋に単身赴任をするための住居探しをしていた企画。2009年11月14日放送分では宮根の友人である河村たかし（名古屋市長、愛知県名古屋市東区出身）も出演した。しかし、宮根が東京へ進出したことによって週末を名古屋で過ごせなくなったため、2010年5月22日放送分をもって終了した。
家族の絆試します!幸せ家族チャレンジ
応募で選ばれた家族がクイズやゲームに挑戦していた企画。家族の絆で見事ゲームをクリアできれば豪華商品を獲得することができた。
名古屋ご当地ソング計画
宮根が名古屋を歩きながら街の人に会い、彼らから聞いたエピソードなどを歌詞に織り込んで名古屋のご当地ソングを作る企画。出来上がった曲のタイトルは「名古屋トワイライト」で、宮根の意向によって青木が歌うことになった。2011年3月28日の1万人コンサートで完結した。
シアワセの黄色い表彰状
元気を与えてくれた東海3県の在住者や団体にイモトアヤコが表彰しに行くという企画。元々は中京テレビ開局40周年記念企画としてスタートしたものだった。
未来へのおくりもの〜東山動植物園 巨大壁画プロジェクト〜
2011年夏、東海エリアの心のふるさと・東山動植物園に未来に残る巨大壁画を作るプロジェクト。作画は漫画家の江川達也（愛知県名古屋市千種区出身）が、タイトルコールは森本レオ（愛知県名古屋市中川区出身）が担当。テーマソングは「東山の風 手と手つながれ」（作詞：青木さやか、作曲：Sonar Pocket、編曲：WEEAST）。
幸せの黄色い仔犬・女三人旅（特別編）
青木さやかと戸田恵子とはるな愛による3人旅。2010年12月18日放送分では飛騨・下呂温泉を、2011年5月14日放送分では広海・深海（三重県志摩市出身）とともに伊勢神宮を旅した。
日曜☆刑事
柳沢慎吾が刑事（通称やなさん）に扮し、女性警察官に扮した前田麻衣子（中京テレビアナウンサー）と話題のスポットをリポートしていた中継コーナー。2012年10月開始。

## 番組連動型企画
携帯電話向けアプリケーションゲームの配信
番組の放送中に画面右上に表示されるQRコードを携帯端末に取り込むことによって、番組連動型の仔犬育成ゲームを楽しむことができた。仔犬の育成を楽しむためには、QRコード対応の携帯端末を手に毎週番組を視聴することが必須になった。仔犬は5色が用意されており、好きなものを選ぶことができた。
オリジナルエコバッグ製作プロジェクト
レジ袋が有料化したことを受けて開始された企画で、青木と戸田それぞれがデザインした番組特製買い物用エコバッグの実用化を目指すというものである。青木たちは企画開始時には様々な付加価値を付けたバッグの案を出していたが、依頼を受けた業者からの指摘によってある程度の案の妥協をせざるを得なくなった。完成したバッグは2009年に、当時名鉄百貨店ヤング館1階にあった中京テレビのオフィシャルショップ・Chu!SHOPとネット販売を通じて販売されたが、間もなく完売。急遽『24時間テレビ』のメイン会場であるセントラルパークにて数量限定で販売された。
番組初の全編生中継
2010年4月24日には、戸田主演のアニメ『それいけ!アンパンマン』の関連施設・名古屋アンパンマンこどもミュージアム&パークで番組初の全編生中継を実施した。番組開始時には来園客と絡みながら進行していたが、パーク自体が17:00閉園のため、番組後半では来園客を帰して出演者のみで生中継を続けていた。

## テーマ曲

### オープニングテーマ
- Yellow Happy Dog （谷真人）
- 幸せのサイン（谷真人）

### エンディングテーマ
- Yellow balcony （Sweet lily）
- たんぽぽ（Sweet lily）
- 名古屋トワイライト（青木さやか）
- 幸せのサイン（谷真人）

## スタッフ
- ナレーター - 多田木亮佑
- 構成 - 八木晴彦、浅野範子、橋本吾市
- キャラクター & ロゴデザイン - LIGHTAIR / CREATIVE TEAM XERO
- 制作協力 - 株式会社インテージ
- ディレクター - 祖父江賢太郎、内田陽子、加藤優一、細川京平、田中一平
- 演出 - 山田英樹
- プロデューサー - 村地賢
- チーフプロデューサー - 村井清隆
- 製作著作 - 中京テレビ